# GMC CCKW
GMC CCKW era un vehículo de la línea de camiones de 2,5 toneladas, de tracción 6x6, fabricado para uso militar por la General Motors (GMC), en Detroit, Míchigan, Estados Unidos.

## Historia
Desde 1936 hasta 1945 se fabricaron 800 000 unidades de este modelo de camión de la GMC, en 58 versiones diferentes. 145 000 de estos camiones fueron fabricados por Studebaker. Se usaron por los Aliados en la Segunda Guerra Mundial y también en la guerra de Corea. Estuvieron también en servicio en la Unión Soviética, China y Taiwán, y en algunos países como Filipinas, Taiwán y Noruega fueron utilizados hasta la década de 1990.
El motor era un seis cilindros en línea, de 4,5 litros, que entregaba 103 caballos de fuerza a 3200 rpm. La caja de velocidades tenía 5 velocidades en alta y 5 velocidades en baja. La potencia del motor se distribuía en tres ejes (6x6), a través de una caja de transmisión. La transmisión tenía alta y baja. El eje delantero se podía desconectar cuando no era necesario su uso. La velocidad máxima era de 72 km/h.   La medida de los neumáticos era de 7,50 x 20.
En la Segunda Guerra Mundial se los llamaba "Jimmy".